# Championnats d'Europe de boxe amateur 2000
Navigation
Édition précédente Édition suivante
La 33e édition des championnats d'Europe de boxe amateur s'est déroulée à Tampere, Finlande, du 13 au 21 mai 2000. 

## Résultats

### Podiums
| Catégories                    | Or                  | Argent              | Bronze                                     |
| Poids mi-mouches (-48 kg)     | Valeriy Sydorenko   | Sergey Kazakov      | Pál Lakatos Marian Velicu                  |
| Poids mouches (-51 kg)        | Volodymyr Sydorenko | Bogdan Dobrescu     | Sevdalin Christov Juho Tolppola            |
| Poids coqs (-54 kg)           | Aghasi Mammadov     | Raimkul Malakhbekov | Aram Ramazyan György Farkas                |
| Poids plumes (-57 kg)         | Ramaz Paliani       | Boris Georgiev      | Aleksey Vorobiyev Falk Huste               |
| Poids légers (-60 kg)         | Aleksandr Maletin   | Filip Palić         | Selim Palyani Norman Schuster              |
| Poids super-légers (-63,5 kg) | Aleksandr Leonov    | Dimitar Stilinov    | Nurhan Süleymanoğlu Willy Blain            |
| Poids welters (-67 kg)        | Bülent Ulusoy       | Valeriy Braschnik   | Darius Jasevičius Mihály Kótai             |
| Poids super-welters (-71 kg)  | Adnan Ćatić         | Andrey Mishin       | Dimitri Usagin Yougoslavie Nikola Sjekloća |
| Poids moyens (-75 kg)         | Zsolt Erdei         | Stjepan Božić       | Aleksandr Zubrikhin Juha Ruokola           |
| Poids mi-lourds (-81 kg)      | Aleksandr Lebziak   | Claudio Rasco       | Yougoslavie Milorad Gajović Ali Ismailov   |
| Poids lourds (-91 kg)         | Jackson Chanet      | Sultan Ibragimov    | Emil Garai Andreas Gustavsson              |
| Poids super-lourds (+91 kg)   | Aleksey Lezin       | Paolo Vidoz         | Cengiz Koç Bagrat Oghanian                 |

### Tableau des médailles
| Place | Pays              | Médaille d'or, Europe | Médaille d'argent, Europe | Médaille de bronze, Europe | Total |
| ----- | ----------------- | --------------------- | ------------------------- | -------------------------- | ----- |
| 1     | Russie            | 4                     | 4                         | 0                          | 8     |
| 2     | Turquie           | 3                     | 0                         | 2                          | 5     |
| 3     | Ukraine           | 2                     | 1                         | 1                          | 4     |
| 4     | Hongrie           | 1                     | 0                         | 4                          | 5     |
| 5     | Allemagne         | 1                     | 0                         | 3                          | 4     |
| 6     | France            | 1                     | 0                         | 1                          | 2     |
| 7     | Bulgarie          | 0                     | 2                         | 2                          | 4     |
| 8     | Roumanie          | 0                     | 2                         | 1                          | 3     |
| 9     | Croatie           | 0                     | 2                         | 0                          | 2     |
| 10    | Italie            | 0                     | 1                         | 0                          | 1     |
| 11    | Arménie           | 0                     | 0                         | 2                          | 2     |
| 11    | Finlande          | 0                     | 0                         | 2                          | 2     |
| 11    | Yougoslavie       | 0                     | 0                         | 2                          | 2     |
| 14    | Azerbaïdjan       | 0                     | 0                         | 1                          | 1     |
| 14    | Biélorussie       | 0                     | 0                         | 1                          | 1     |
| 14    | Lituanie          | 0                     | 0                         | 1                          | 1     |
| 14    | Suède             | 0                     | 0                         | 1                          | 1     |
| Total | 17 pays médaillés | 12                    | 12                        | 24                         | 48    |